# Produção militar na Segunda Guerra Mundial

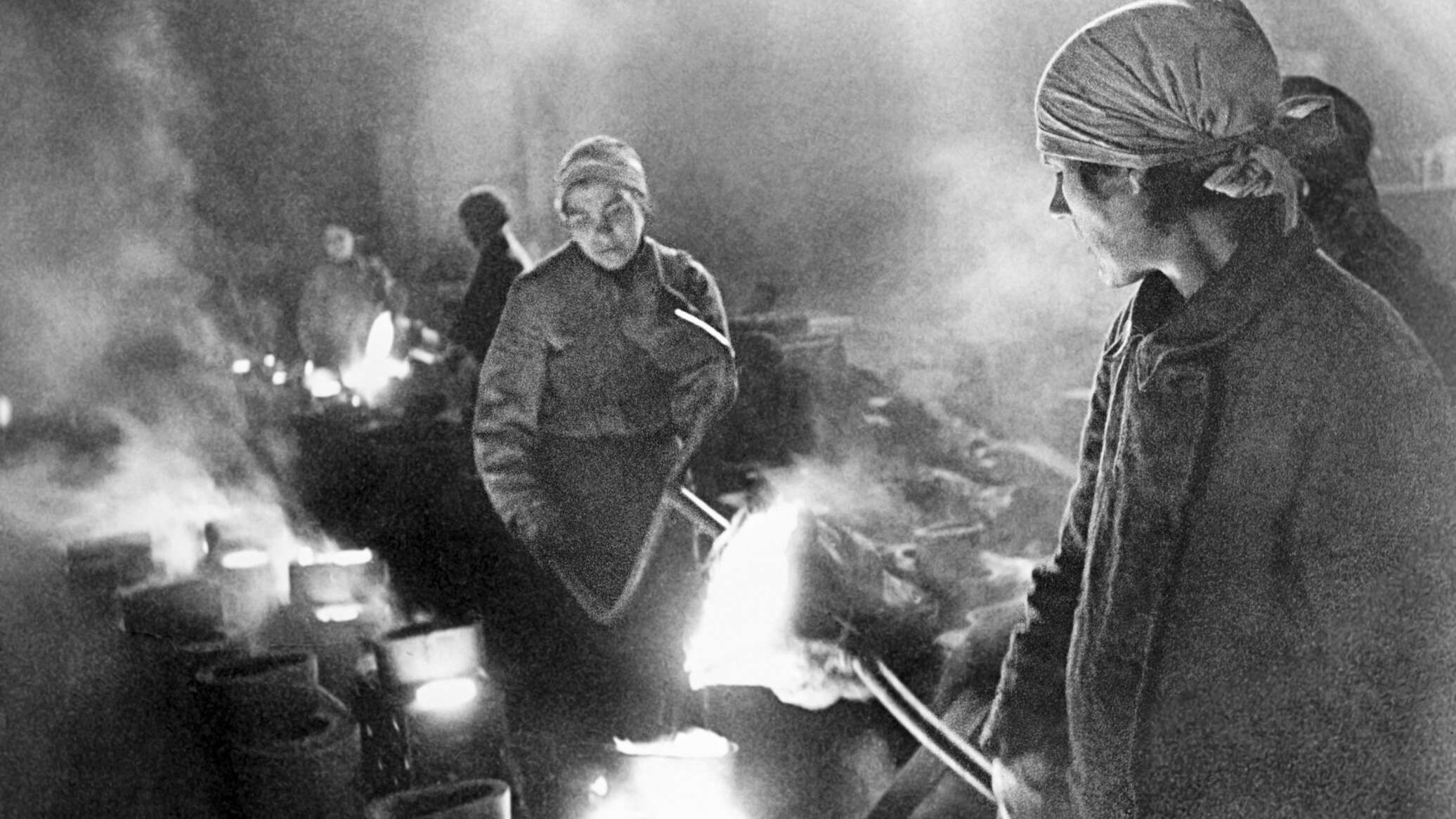
Mulheres russas trabalhando numa fábrica da cidade no auge do cerco de Leningrado.

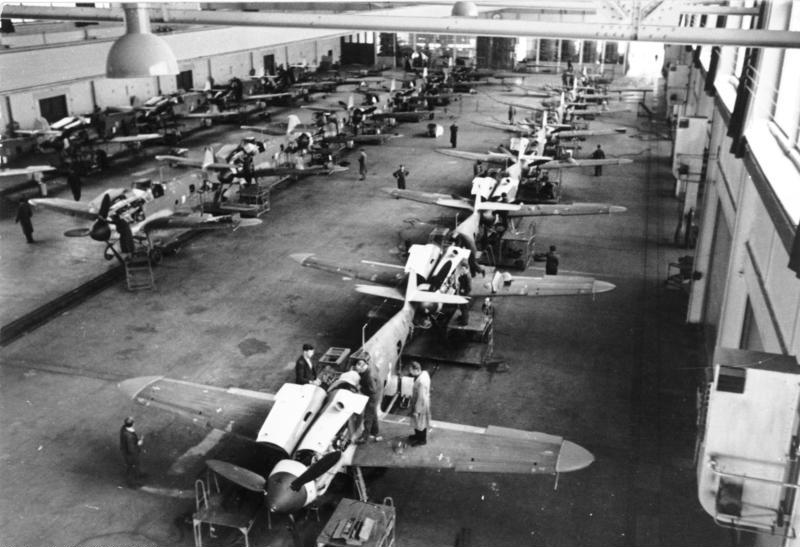
Linha de montagem de caças Messerschmitt Bf 109G-6s em uma fábrica de aeronaves alemã

A Produção militar na Segunda Guerra Mundial inclui armas, munições, pessoal e financiamento mobilizados para a guerra. Produção militar, neste artigo, retrata de tudo o que é produzido pelos beligerantes, desde a ocupação da Áustria no início de 1938 até a rendição e ocupação do Japão no final de 1945. Os Estados Unidos por exemplo gastaram 296 bilhões de dólares na Segunda Grande Guerra.
A mobilização de fundos, pessoas, recursos naturais e material para a produção e fornecimento de equipamentos e forças militares durante a Segunda Guerra Mundial foi um componente crítico do esforço de guerra. Durante o conflito, os Aliados ultrapassaram os poderes do Eixo na maioria das categorias de produção. O acesso aos recursos financeiros e industriais necessários para sustentar o esforço de guerra estava ligado às respectivas alianças econômicas e políticas. Quando as potências anteriormente neutras (como os Estados Unidos) se juntaram ao conflito crescente, o território mudou de mãos, os combatentes foram derrotados, o equilíbrio de poder mudou em favor dos Aliados (assim como os meios para sustentar a produção militar necessária para vencer a guerra).

## Contexto histórico
Durante a década de 1930, a Alemanha aumentou consideravelmente seu orçamento para as forças armadas para atingir seus objetivos políticos e territoriais de curto e longo prazo. As capacidades econômicas, científicas, de pesquisa e industriais da Alemanha eram uma das mais avançadas do mundo na época e apoiavam um exército inovador e de rápido crescimento. No entanto, o acesso (e controle) dos recursos e capacidade de produção necessários para atingir objetivos de longo prazo (como controle europeu, expansão territorial alemã e destruição da URSS) eram limitados. As demandas políticas exigiram a expansão do controle da Alemanha de recursos naturais e humanos, capacidade industrial e terras agrícolas além de suas fronteiras. A produção militar da Alemanha estava ligada a recursos fora de sua área de controle, uma dinâmica não encontrada entre os Aliados.

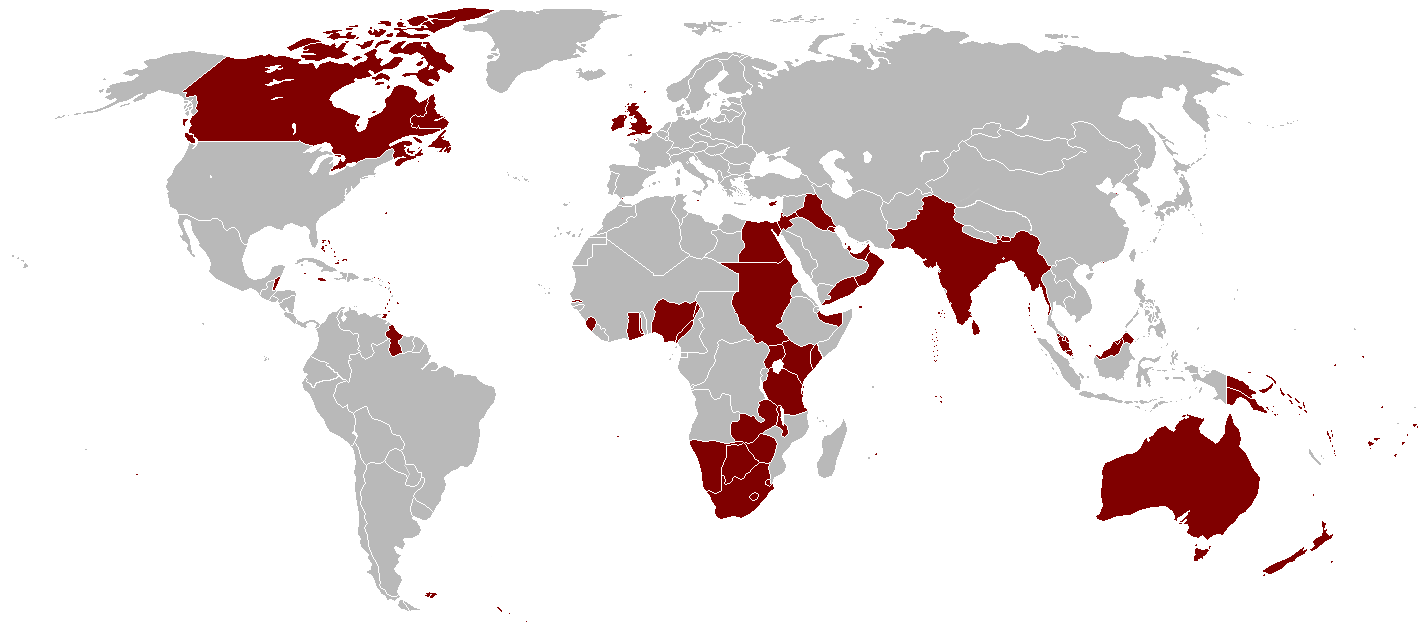
Império Britânico em 1921

Em 1938, a Grã-Bretanha era uma superpotência global, com controle político e econômico de um quarto da população, indústria e recursos do mundo, além de seus aliados próximos nas nações independentes do Domínio (como Canadá e África do Sul). De 1938 a meados de 1942, os britânicos coordenaram o esforço dos Aliados em todos os cinemas globais. Eles lutaram contra os exércitos alemão, italiano e japonês, forças aéreas e marinhas na Europa, África, Ásia, Oriente Médio, Índia, Mediterrâneo e nos oceanos Atlântico, Índico, Pacífico e Ártico. As forças britânicas destruíram exércitos italianos no norte e leste da África e ocuparam colônias europeias espalhadas pelo mundo. Após o envolvimento com as forças do Eixo, as tropas do Império Britânico ocuparam a Líbia, a Somalilândia italiana, a Eritreia, a Etiópia, o Irã e o Iraque. O Império financiou e entregou suprimentos necessários pelos comboios do Ártico para a URSS e apoiou as forças francesas livres para recapturar a África Equatorial Francesa. A Grã-Bretanha também estabeleceu governos no exílio em Londres para reunir apoio na Europa ocupada pelo esforço aliado. Os britânicos retiveram ou retardaram as potências do Eixo por três anos, mobilizando sua economia e infraestrutura industrial globalmente integradas para construir o que se tornou, em 1942, o aparato militar mais extenso da guerra. Isso permitiu que seus aliados posteriores (como os Estados Unidos) mobilizassem suas economias e desenvolvessem as forças militares necessárias para desempenhar um papel no esforço de guerra, e que os britânicos continuassem na ofensiva em seus teatros de operações.

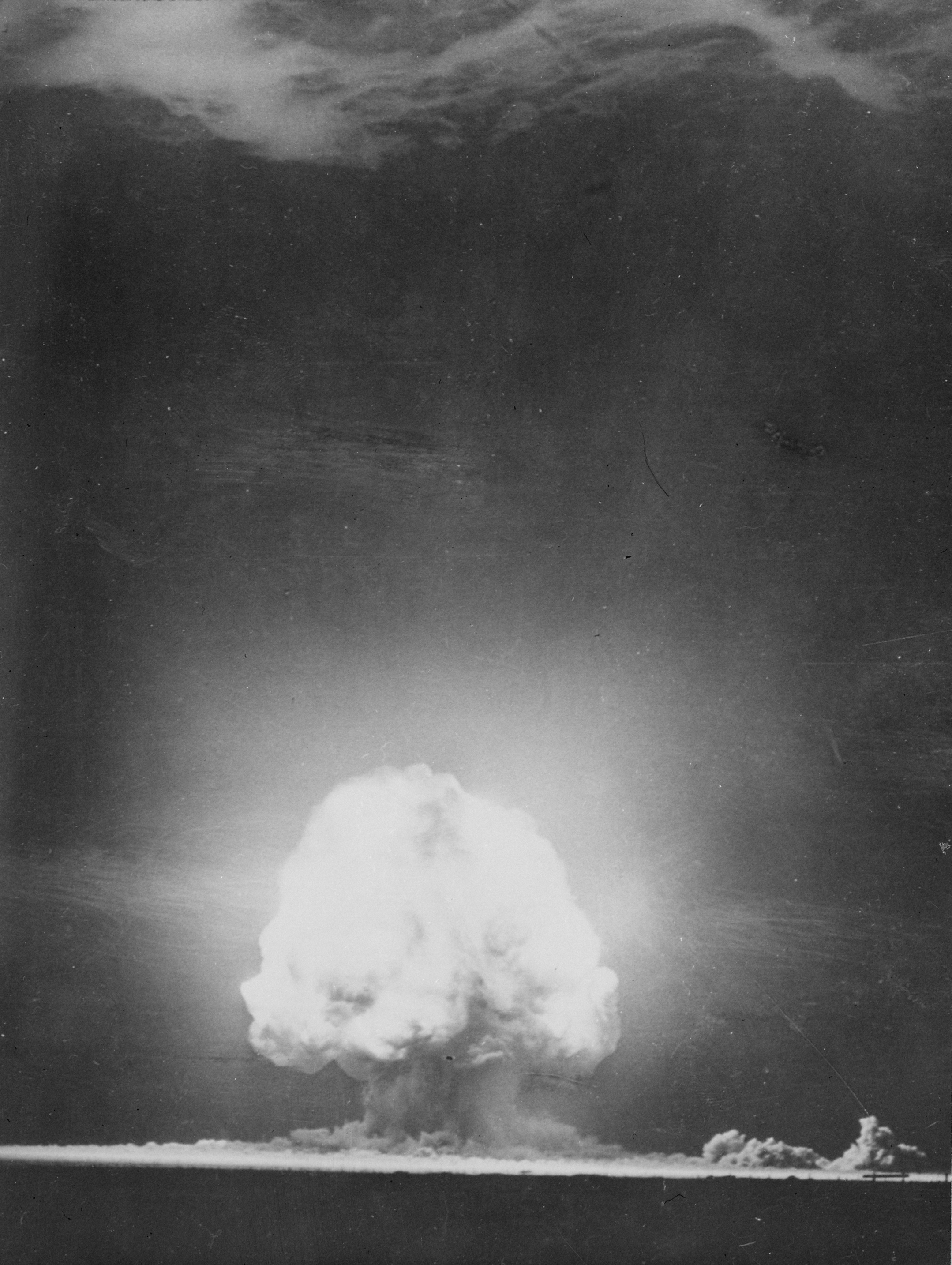
Primeira bomba atômica

A entrada dos Estados Unidos na guerra no final de 1941 injetou recursos financeiros, humanos e industriais nas operações dos Aliados. Os EUA produziram mais do que suas próprias forças militares exigiram e armaram seus aliados para a guerra mais industrializada da história. No início da guerra, britânicos e franceses fizeram grandes pedidos de aeronaves para fabricantes americanos e o Congresso dos EUA aumentar suas forças aéreas em até 3.000 aviões. Em maio de 1940, Franklin D. Roosevelt pediu a produção de 185.000 aviões, 120.000 tanques, 55.000 canhões antiaéreos e 18 milhões de toneladas de navios mercantes em dois anos. A inteligencia alemã disse a Adolf Hitler que se tratava de propaganda americana. Em 1939, a produção anual de aeronaves para as forças armadas dos EUA era inferior a 3.000 aviões. No final da guerra, as fábricas americanas haviam produzido 300.000 aviões, e em 1944 haviam produzido dois terços do equipamento militar aliado usado na guerra.

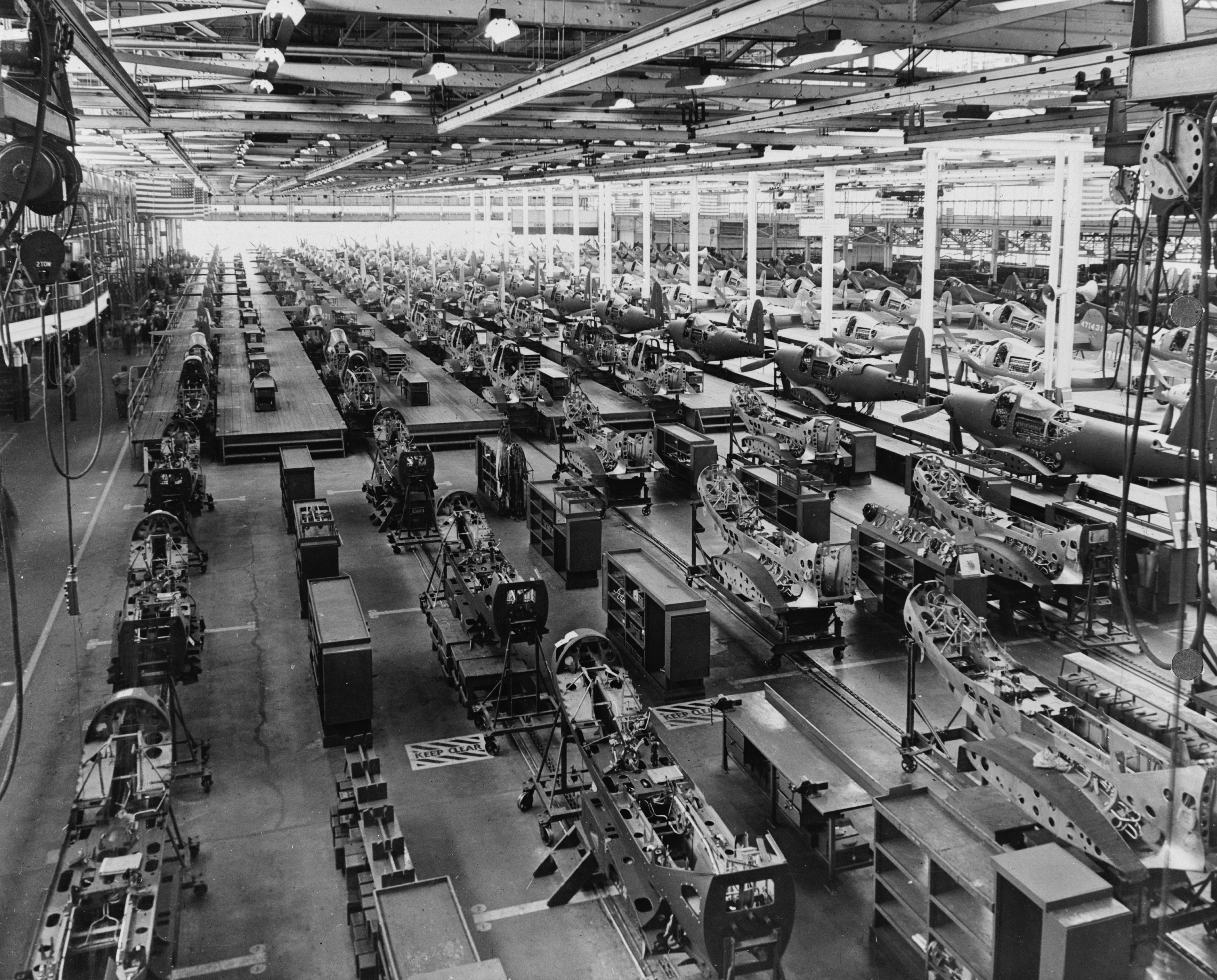
Indústria americana próxima das Cataratas do Niágara.

Os EUA produziram grandes quantidades de equipamento militar até o final de 1945, incluindo armas nucleares, e se tornaram as forças militares mais fortes e tecnologicamente mais avançadas do mundo. Mediante as inovações trazidas pelo Eixo, os Aliados produziram inovações tecnológicas. Dentre as contribuições britânicas incluem radar (fundamental para vencer a Batalha da Grã-Bretanha), sonar (aprimorando sua capacidade de afundar submarinos) e a espoleta de proximidade. Os americanos lideraram o Projeto Manhattan (que eliminou a necessidade de invadir o Japão). As espingardas de proximidade, por exemplo, foram cinco vezes mais eficazes que as espoletas e espadas de contato japonesas, além de serem usadas na Batalha do Bulge pelo general George S. Patton.
Os custos humanos e sociais da guerra foram imensos para a URSS, com mortes na casa dos milhões. Durante a Operação Barbarrosa boa parte da população e da produção industrial soviética foi movida para os Montes Urais, já na parte asiática do país. 2.500 fábricas,17 milhões de pessoas e grandes quantidades de recursos naturais foram levados  para o leste. Com sua cadeia de produção fora de alcance alemão, a URSS produziu equipamentos e mobilizou suas forças que foram essenciais para a derrota do Eixo na Europa. Mais de um milhão de mulheres serviram nas forças armadas soviéticas.
As estatísticas abaixo ilustram até que ponto os Aliados superaram o Eixo. A produção de máquinas-ferramenta triplicou e milhares de navios foram construídos em estaleiros que não existiam antes da guerra. De acordo com William S. Knudsen, "vencemos porque sufocamos o inimigo em uma avalanche de produção, algo que ele nunca tinha visto nem sonhava ser possível".

## Dados gerais

### Pessoal total
| Eixo       | Aliados    |
| ---------- | ---------- |
| 30.000.000 | 80.000.000 |

#### Pessoal aliado em submarinos
| Serviço           | Pessoal |
| ----------------- | ------- |
| Combate           | 25.000  |
| Forças auxiliares | 30.000  |
| Marinha mercante  | 50.000  |
| Outros            | 90.000  |

### Principais unidades armadas
| Unidades                                                                | Aliados   | Eixo      |
| ----------------------------------------------------------------------- | --------- | --------- |
| Tanques, artilharia autopropulsada e veículos blindados e de transporte | 4.358.649 | 670.288   |
| Artilharia, morteiros e armas pesadas                                   | 6.792.696 | 1.363.491 |
| Caças, bombardeiros e outras aeronaves militares                        | 637.248   | 229.331   |
| Mísseis (de todos os tipos)                                             | -         | 45.458    |
| Embarcações                                                             | 54.932    | 1.670     |

### Comércio
|                      | Aliados    | Eixo      |
| -------------------- | ---------- | --------- |
| Navios cargueiros    | 47.118     | 12.762    |
| Carga (em toneladas) | 46.817.172 | 5.621.967 |

### Recursos naturais
| Recurso natural | Aliados       | Eixo          |
| --------------- | ------------- | ------------- |
| Carvão          | 4.581.400,000 | 2.629.900.000 |
| Petróleo Cru    | 1.043.000.000 | 66.000.000    |
| Aço             | 733.006.633   | -             |
| Alumínio        | 5.104.697     | 1,199,150     |
| Amianto         | 3.934.043     | -             |

- Dados em toneladas.

## Dados específicos: serviço, potência e tipo

### Forças terrestres

#### Aliados
| País              | Tanques e artilharias autopropulsadas | Veículos blindados | Veículos de transporte | Artilharia | Morteiros | Metralhadoras | Pessoal    |
| ----------------- | ------------------------------------- | ------------------ | ---------------------- | ---------- | --------- | ------------- | ---------- |
| Império Britânico | 47.862                                | 47.420             | 1.475.521              | 226.113    | 239.540   | 1.090.410     | 11.192.533 |
| Estados Unidos    | 108.410                               | -                  | 2.382.311              | 257.390    | 105.055   | 2.679.840     | 10.000.000 |
| União Soviética   | 119.769                               | -                  | 197.100                | 516.648    | 200.300   | 1.477.400     | 34.401.807 |
| Total dos Aliados | 270.041                               | 47.420             | 4.054.932              | 1.000.151  | 544.895   | 5.247.650     | 80.000.000 |

#### Eixo
| País             | Tanques e artilharias autopropulsadas | Veículos blindados | Veículos de transporte | Artilharia | Morteiros | Metralhadoras | Pessoal    |
| ---------------- | ------------------------------------- | ------------------ | ---------------------- | ---------- | --------- | ------------- | ---------- |
| Alemanha Nazista | 67.429                                | 49.777             | 159.147                | 73.484     | 674.280   | 1.000.730     | 16.540.835 |
| Itália Fascista  | 3.368                                 | -                  | 83.000                 | 7.200      | 22.000    | -             | -          |
| Império do Japão | 4.524                                 | -                  | 165.945                | 13.350     | 29.000    | 380.000       | -          |
| Hungria          | 973                                   | -                  | -                      | 447        | -         | 4.583         | -          |
| Romênia          | 91                                    | 251                | -                      | 2.800      | -         | 10.000        | -          |
| Total do Eixo    | 76.385                                | 50.028             | 408.092                | 97.281     | 725.280   | 1.395.313     | 30.000.000 |

### Força aérea

#### Aliados
| País              | N° de aeronaves | Aviões de combate | Caças  | Bombadeiros | Aviões de reconhecimento | Aviões de transporte | Aviões de treino | Outros | Pessoal   |
| ----------------- | --------------- | ----------------- | ------ | ----------- | ------------------------ | -------------------- | ---------------- | ------ | --------- |
| Império Britânico | 177.025         | 38.786            | 33.811 | 38.158      | 7.014                    | 12.585               | 46.256           | 415    | 1.927.395 |
| Estados Unidos    | 295.959         | 99.465            |        | 96.872      | 4.106                    | 23.900               | 58.085           | 13.531 | 2.403.806 |
| União Soviética   | 136.223         | 22.301            | 37.549 | 21.116      | -                        | 17.332               | 4.061            | 33.864 | -         |
| Total dos Aliados | 609.207         | 160.552           | 71.360 | 156.146     | 11.120                   | 53.817               | 108.402          | 47.810 | 6.000.000 |

#### Eixo
| País             | N° de aeronaves | Aviões de combate | Caças  | Bombadeiros | Aviões de reconhecimento | Aviões de transporte | Aviões de treino | Outros | Pessoal   |
| ---------------- | --------------- | ----------------- | ------ | ----------- | ------------------------ | -------------------- | ---------------- | ------ | --------- |
| Alemanha Nazista | 133.387         | 57.653            | 8.991  | 28.577      | 5.025                    | 8.396                | 14.311           | 11.361 | 3.402.200 |
| Itália Fascista  | 13.402          | 9.157             | 34     | 3.381       | 388                      | 2.471                | 968              | 3      |           |
| Império do Japão | 64.484          | 33.405            | 9.558  | 11.943      | 3.709                    | 1.073                | 3.420            | 1.376  |           |
| Romênia          | 1.113           | 513               | 272    | 128         | 0                        | 200                  | 0                | 0      |           |
| Outros           | 9.849           | 881               | 4      | 395         | 318                      | 1.880                | 5.145            | 57     |           |
| Total do Eixo    | 222.235         | 98.609            | 18.859 | 44.424      | 11.002                   | 14.020               | 22.944           | 12.794 | 5.000.000 |

### Forças navais

#### Aliados
| País              | N° de Navios de grande porte | Cargueiros | Navios de Batalha | Cruzadores | Destroiers | Fragatas & Navios de escolta | Corvetas | Sloops | Navios de Patrulha | Submarinos | Navios de guerra de minas | Navios de desembarque | Pessoal   |
| ----------------- | ---------------------------- | ---------- | ----------------- | ---------- | ---------- | ---------------------------- | -------- | ------ | ------------------ | ---------- | ------------------------- | --------------------- | --------- |
| Império Britânico | 885                          | 65         | 20                | 101        | 461        | 209                          | 387      | 33     | 4.209              | 238        | 1.244                     | 9.538                 | 1.227.415 |
| Estados Unidos    | 1.216                        | 124        | 23                | 72         | 377        | 440                          | -        | -      | -                  | 245        | -                         | 35.000                | -         |
| União Soviética   | -                            | -          | 2                 | 2          | 25         | -                            | -        | -      | -                  | 52         | -                         | -                     | -         |
| Total dos Aliados | 2.101                        | 165        | 45                | 175        | 863        | 649                          | 387      | 33     | 4.209              | 568        | 1.244                     | 44.538                | 1.227.415 |

#### Eixo
| País             | N° de Navios de grande porte | Cargueiros | Navios de Batalha | Cruzadores | Destroiers | Fragatas & Navios de escolta | Corvetas | Sloops | Navios de Patrulha | Submarinos | Navios de guerra de minas | Navios de desembarque | Pessoal   |
| ---------------- | ---------------------------- | ---------- | ----------------- | ---------- | ---------- | ---------------------------- | -------- | ------ | ------------------ | ---------- | ------------------------- | --------------------- | --------- |
| Alemanha Nazista | -                            | 1          | 2                 |            | 17         | -                            | -        | -      | -                  | 1.152      | -                         | 540                   | 1.500.000 |
| Itália Fascista  | -                            | 1          | 3                 | 6          | 6          | -                            | -        | -      | -                  | 63         | -                         | -                     | -         |
| Império do Japão | -                            | 18         | 2                 | 9          | 63         | -                            | -        | -      | -                  | 199        | -                         | -                     | -         |
| Romênia          | -                            | -          | -                 | -          | -          | -                            | -        | -      | 8                  | 2          | 5                         | -                     | -         |
| Total do Eixo    | -                            | 20         | 7                 | 15         | 86         | 0                            | 0        | 0      | 8                  | 1.416      | 5                         | 540                   | 2.000.000 |

### Munições
| País              | Ano                        | Ano  | Ano  | Ano  | Ano  | Ano  | Ano           |
| País              | Período pré-guerra 1935-39 | 1940 | 1941 | 1942 | 1943 | 1944 | Total 1939–44 |
| ----------------- | -------------------------- | ---- | ---- | ---- | ---- | ---- | ------------- |
| EUA               | 0,3                        | 1,5  | 4,5  | 20   | 38   | 42   | 106,3         |
| Reino Unido       | 0,5                        | 3,5  | 6,5  | 9    | 11   | 11   | 4,5           |
| URSS              | 1,6                        | 5    | 8,5  | 11,5 | 14   | 16   | 56,6          |
| Total dos Aliados | 2,4                        | 10   | 20   | 41,5 | 64,5 | 70,5 | 204,4         |
| Alemanha Nazista  | 2,4                        | 6    | 6    | 8,5  | 13,5 | 17   | 53,4          |
| Império do Japão  | 0,4                        | 1    | 2    | 3    | 4,5  | 6    | 16,9          |
| Total do Eixo     | 2,8                        | 7    | 8    | 11,5 | 18   | 23   | 70,3          |

- Valores em bilhões de dólares US$, cotação em 1944.

### Comércio
|                 | Império Britânico | Estados Unidos | Império do Japão | Romênia   |
| --------------- | ----------------- | -------------- | ---------------- | --------- |
| Navios de carga | 1.092             |                |                  |           |
| Tonelagem       | 12.823.942        | 33.993.230     | 1.469.606        | 4.152.361 |

### Recursos naturais
| País              | Carvão  | Minério de Ferro | Petróleo Cru | Aço  | Alumínio | Níquel | Zinco |
| ----------------- | ------- | ---------------- | ------------ | ---- | -------- | ------ | ----- |
| Estados Unidos    | 2.149,7 | 396,9            | 833,2        | -    | -        | -      | -     |
| Império Britânico | 1.441,2 | 119,2            | 90,8         | 3,7  | 0,205    | -      | -     |
| Austrália         | 83,1    | -                | -            | -    | -        | -      | 1,56  |
| Índia             | 196,7   | 6                | -            | 1,12 | -        | -      | -     |
| Canadá            | 101,9   | 3,6              | 8,4          | 16,4 | 3,5      | -      | -     |
| Nova Zelândia     | 18      | -                | -            | -    | -        | -      | -     |
| União Soviética   | 590,8   | 71,3             | 110,6        | -    | 0,263    | 0,069  | 0,384 |
| Total dos Aliados | 4.581,4 | 597              | 1.043        | -    | -        | -      | -     |
| Alemanha Nazista  | 2.420,3 | 240,7            | 33,4         | -    | 1,9      | 0,046  | 2,1   |
| Império do Japão  | 184,5   | 21               | 5,2          | -    | -        | -      | -     |
| Itália Fascista   | 16,9    | 4,4              | -            | -    | -        | -      | -     |
| Hungria           | 6,6     | 14,1             | 3,1          | -    | -        | -      | -     |
| Romênia           | 1,6     | 10,8             | 25           | -    | -        | -      | -     |
| Total do Eixo     | 2.629,9 | 291              | 66,7         | -    | 1,9      | 0,046  | 2,1   |

- Em milhões de toneladas.

## Economia

### PIB
A tabela a seguir apresenta o PIB (em bilhões de dólares) dos principais envolvidos durante o período da guerra.
| País                              | PIB no ano | PIB no ano | PIB no ano | PIB no ano | PIB no ano | PIB no ano | PIB no ano | PIB no ano |
| País                              | 1938       | 1939       | 1940       | 1941       | 1942       | 1943       | 1944       | 1945       |
| --------------------------------- | ---------- | ---------- | ---------- | ---------- | ---------- | ---------- | ---------- | ---------- |
| Reino Unido                       | 284        | 287        | 316        | 344        | 353        | 361        | 346        | 331        |
| Ocupações e domínios              | 115        | -          | -          | -          | -          | -          | -          | -          |
| Colônias                          | 285        | -          | -          | -          | -          | -          | -          | -          |
| Total do Império Britânico        | 684        | 687        | 716        | 744        | 753        | 761        | 746        | 731        |
| França                            | 186        | 199        | 82         | 130        | 116        | 110        | 93         | 101        |
| Colônias                          | 49         | -          | -          | -          | -          | -          | -          | -          |
| Total do Império Colonial Francês | 235        | 248        | 131        | 179        | 165        | 159        | 142        | 150        |
| União Soviética                   | 359        | 366        | 417        | 359        | 274        | 305        | 362        | 343        |
| Estados Unidos                    | 800        | 869        | 943        | 1.094      | 1.235      | 1.399      | 1.499      | 1.474      |
| Ocupações e colônias              | 24         | -          | -          | -          | -          | -          | -          | -          |
| Total dos Estados Unidos          | 824        | 893        | 968        | 1118       | 1259       | 1423       | 1523       | 1498       |
| China Nacionalista                | 320.5      | -          | -          | -          | -          | -          | -          | -          |
| Alemanha                          | 351        | 384        | 387        | 412        | 417        | 426        | 437        | 310        |
| Ocupações                         | -          | 77         | 430        | 733        | 733        | 430        | 244        | -          |
| Total da Alemanha Nazista         | 351        | 461        | 817        | 1.145      | 1.150      | 856        | 681        | 310        |
| Itália                            | 141        | 151        | 147        | 144        | 145        | 137        | 117        | 92         |
| Colônias                          | 3          | -          | -          | -          | -          | -          | -          | -          |
| Ocupações                         | -          | -          | 20         | 20         | 20         | 20         | -          | -          |
| Total da Itália Fascista          | 144        | 154        | 170        | 167        | 168        | 160        | 140        | 115        |
| Japão                             | 169        | 184        | 192        | 196        | 197        | 194        | 189        | 144        |
| Colônias                          | 63         | -          | -          | -          | -          | -          | -          |            |
| Total do Império do Japão         | 232        | 247        | 255        | 259        | 260        | 257        | 252        | 207        |
| Romênia                           | 24         | -          | -          | -          | -          | -          | -          | -          |
| Hungria                           | 24         | -          | -          | -          | -          | -          | -          | -          |
| Bulgária                          | 10         | -          | -          | -          | -          | -          | -          | -          |
| Albânia                           | 1          | -          | -          | -          | -          | -          | -          | -          |

### PIB durante a Segunda Guerra Mundial
Dívidas e impostos mais altos levaram a porcentagens de crescimento do PIB acima de 17% ao ano. Essa tendência continuou durante a guerra e parou de aumentar depois que a guerra terminou. Para os Estados Unidos, os gastos do governo foram usados como um indicador positivo do crescimento do PIB. No entanto, os efeitos dos gastos estratosféricos exigidos pela guerra só foram benéficos por um curto período de tempo, algo que ocorreu com a maioria dos países que voltaram sua economia para a guerra.
Em 1939, o Reino Unido gastou 9% de seu PIB em defesa, número que aumentou drasticamente após o início da Segunda Guerra Mundial para cerca de 40%. Até o ano de 1945, os gastos do governo atingiram o pico de 52% do PIB.
Antes de ingressar na Segunda Guerra Mundial, os gastos militares dos EUA em 1941 representavam 30% do PIB, ou cerca de US$ 408 bilhões. Em 1944, no auge da Segunda Guerra Mundial, os gastos do governo haviam aumentado para mais de US$ 1,6 trilhão, cerca de 79% do PIB. Durante esse período de três anos, o crescimento registrado nos gastos militares foi de 394%.

### Desemprego nos EUA durante a Segunda Guerra Mundial
Durante a Segunda Guerra Mundial, o desemprego que era de 14,6% em 1940 diminuiu para 1,9% em 1945. Estima-se que 20% da população americana  estava empregada no esforço de guerra.
Os primeiros anos da Segunda Guerra Mundial mostram um aumento no número de empregos, mas no final da guerra essa taxa diminuiu significativamente. O aumento do emprego foi em decorrência à enorme mobilização industrial que ocorreu durante a guerra. A demografia do emprego consistia em oito milhões de mulheres, incluindo afro-americanos e latinas, além dos 24 milhões que procuravam empregos defensivos fora da guerra.

## Propaganda
|  |  |  |  |  |